# Stipulicida
Stipulicida – rodzaj roślin z rodziny goździkowatych. Obejmuje w zależności od ujęcia dwa gatunki lub jeden z dwoma odmianami. Rośliny te występują w południowo-wschodniej części Stanów Zjednoczonych na obszarze od Luizjany po Karolinę Północną oraz na Kubie.

## Morfologia
PokrójRośliny jednoroczne lub krótkotrwałe byliny z cienkim lub tęgim korzeniem palowym.
ŁodygaWzniesiona, rozgałęziająca się dychotomicznie na całej długości, na przekroju obła.
LiścieNaprzeciwległe, dolne skupione w rozecie przyziemnej. Dolne liście ogonkowe, łodygowe siedzące. W każdym węźle łodygowym dwa przylistki, ale w węzłach przyziemnych jest ich wiele (ponad 14) i tworzą gęste kępki. Są nitkowate, białe do jasnobrunatnych. Blaszka liściowa z jedną wiązką przewodzącą. W przypadku dolnych liści łopatkowata do zaokrąglonej, górne liście trójkątne do szydlastych, na szczycie tępe.
KwiatyZebrane po kilka w szczytowe, gęste wierzchotki. Szypułki są wyprostowane. Działki kielicha są wolne, eliptyczne do jajowatych, o długości do 2 mm, o brzegach błoniastych, czerwonobrązowe. Płatki korony w liczbie 5, białe, zaokrąglone. Pręciki 3 do 5. Słupki trzy z trzema znamionami.
OwoceTorebki kulistawe do elipsoidalnych, otwierające się trzema klapami. Zawierają ok. 20 złotawobrązowych lub czerwonobrązowych nasion.

## Systematyka
Rodzaj zaliczany jest do plemienia Polycarpeae i podrodziny Paronychioideae w obrębie rodziny goździkowatych. 
Wykaz gatunków
- Stipulicida lacerata (C.W.James) D.B.Poind., K.E.Benn. & Weakley
- Stipulicida setacea Michx.